# Meringopus sovinskii
Meringopus sovinskii là một loài tò vò trong họ Ichneumonidae.